# Passo de Anjo
Passo de Anjo é o primeiro álbum da banda brasileira SpokFrevo Orquestra. Lançado em 2004, o álbum foi elogiado por sua inovação do frevo, que apresenta algumas influências de jazz. O álbum foi o primeiro lançado independentemente. No entanto, dois anos mais tarde, devido ao sucesso, foi lançado novamente pelo Biscoito Fino.
O disco apresenta releituras de clássicos antigos do frevo, mas também apresenta novas composições. Entre muitos músicos que participaram de sua gravação, pode-se citar Antonio Nóbrega, que toca violino em algumas canções.
Passo de Anjo foi eleito pelo O Estado de S. Paulo como um dos três melhores álbuns lançados em 2004.

## Faixas[3]
| N.º            | Título                   | Compositor(es)                      | Duração |  |
| 1.             | "Passo de anjo"          | João Lyra, Maestro Spok             | 2:54    |  |
| 2.             | "Ponta de lança"         | Clóvis Pereira                      | 3:15    |  |
| 3.             | "Nino, o pernambuquinho" | Maestro Duda                        | 3:43    |  |
| 4.             | "Ela me disse"           | Luciano Oliveira                    | 6:11    |  |
| 5.             | "Frevo da luz"           | Luizinho Duarte, Carlinhos Ferreira | 2:45    |  |
| 6.             | "Mexe com tudo"          | Levino Ferreira                     | 3:24    |  |
| 7.             | "Frevo sanfonado"        | Sivuca, Glorinha Gadelha            | 4:10    |  |
| 8.             | "Nas quebradas"          | Hermeto Pascoal                     | 4:10    |  |
| 9.             | "Pontapé"                | Adelson Viana                       | 3:20    |  |
| 10.            | "Lágrima de folião"      | Levino Ferreira                     | 2:22    |  |
| 11.            | "Frevo aberto"           | Edson Rodrigues                     | 2:40    |  |
| Duração total: | Duração total:           | Duração total:                      | 37:55   |  |